# فضاء منكمش
في الرياضيات، في مجال الطوبولوجيا، يقال أن الفضاء الطوبولوجي هو فضاء منكمش إذا كان كل غطاء مفتوح يسمح بالانكماش. ويعد انكماش الغطاء المفتوح غطاءً مفتوحًا آخر مفهرسًا من خلال نفس مجموعة الفهرسة، مع وجود خاصية أن إغلاق كل مجموعة مفتوحة في الانكماش يقع داخل المجموعة المفتوحة الأصلية المقابلة.
وتُعرف الحقائق التالية بشأن الفضاءات المنكمشة:
- كل فضاء منكمش هو طبيعي.
- كل فضاء منكمش هو فضاء شبه متراص متعدد الفئات.
- في الفضاء الطبيعي، يسمح كل غطاء مفتوح محدود الموضع، بل محدود النقطة في واقع الأمر، بالانكماش.
- وبالتالي، فإن كل ذاتي التراص يعد فضاءً منكمشًا. وبشكل خاص، فإن كل فضاء شبه متراص هو فضاء منكمش.

وتعد هذه الحقائق ذات أهمية خاصة بسبب انكماش الأغطية المفتوحة التي تعد تقنية شائعة في نظرية التشعبات المختلفة، وأثناء إنشاء الدوال باستخدام تقسيم الوحدات.